# Favolaschia calocera
Favolaschia calocera är en svampart som beskrevs av R. Heim 1966. Favolaschia calocera ingår i släktet Favolaschia och familjen Mycenaceae.   Inga underarter finns listade i Catalogue of Life.

## Källor

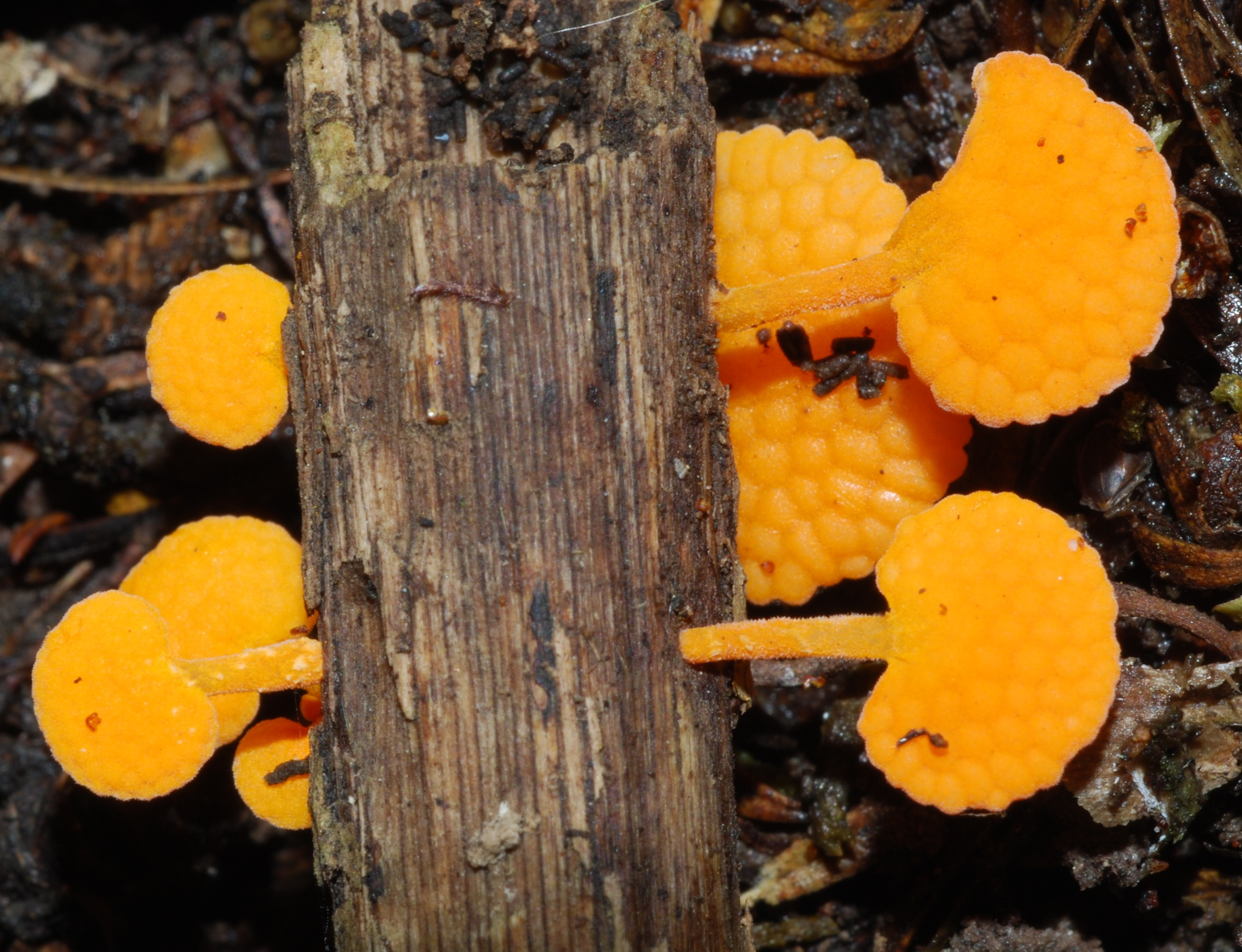
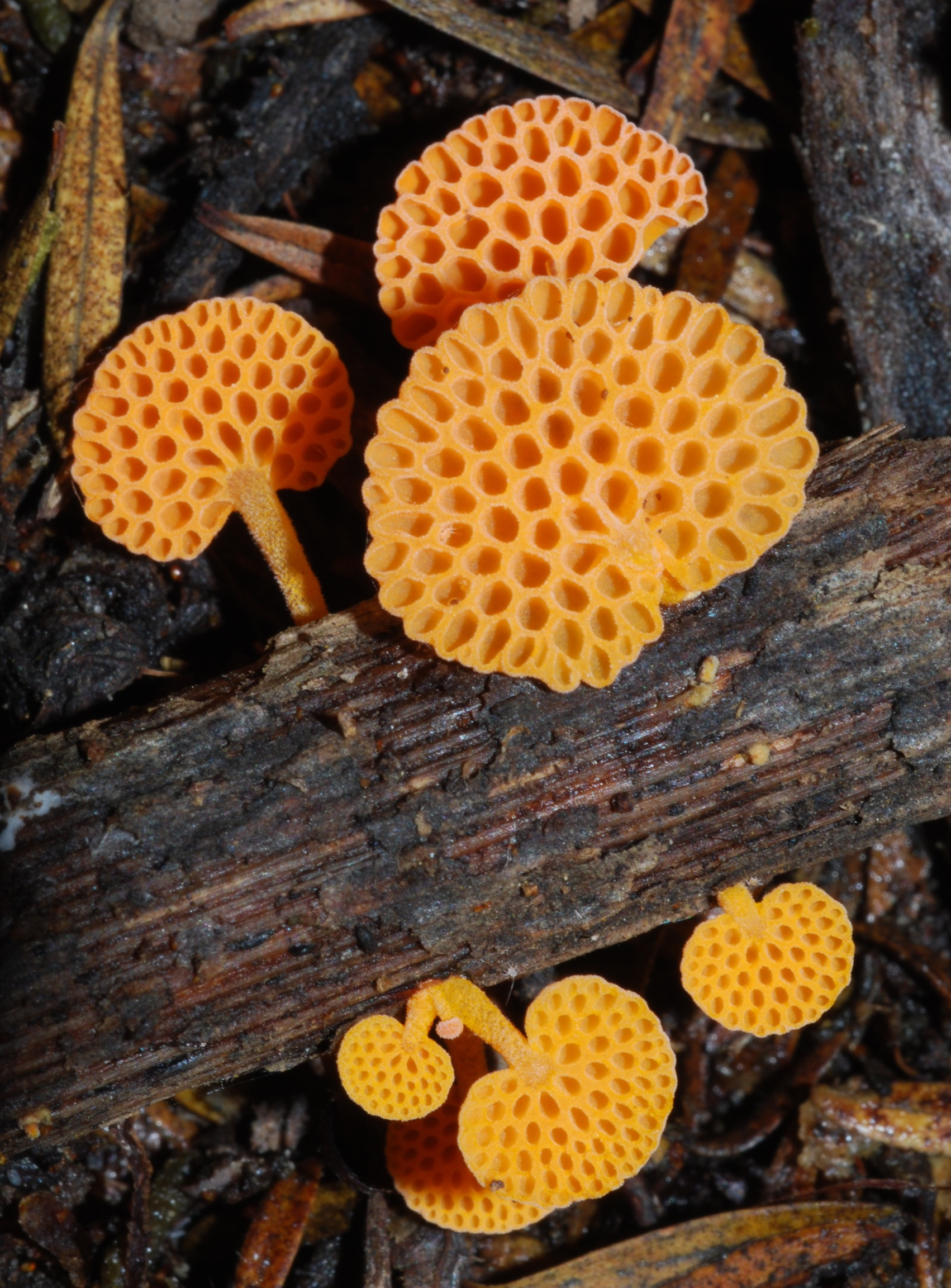